# Ganzes Element
Im mathematischen Teilgebiet der kommutativen Algebra ist der Begriff eines ganzen Elementes in einer Ringerweiterung eine Verallgemeinerung des Begriffes eines algebraischen Elementes in einer Körpererweiterung.

## Definition
Es sei {\displaystyle A} ein Ring und {\displaystyle B} eine {\displaystyle A}-Algebra. Dann heißt ein Element {\displaystyle b\in B} ganz über {\displaystyle A}, wenn es ein Polynom {\displaystyle p\in A[X]\setminus \{0\}} mit Leitkoeffizient 1 gibt, so dass {\displaystyle p(b)=0} gilt, also wenn es ein {\displaystyle n\in \mathbb {N} } und Koeffizienten {\displaystyle a_{0},a_{1},\dotsc ,a_{n-1}\in A} gibt mit
{\displaystyle b^{n}+a_{n-1}b^{n-1}+\dots +a_{1}b+a_{0}=0}.
Die Menge der über {\displaystyle A} ganzen Elemente von {\displaystyle B} heißt der ganze Abschluss von {\displaystyle A} in {\displaystyle B}.
Falls der ganze Abschluss von {\displaystyle A} in {\displaystyle B} mit {\displaystyle A} übereinstimmt, heißt {\displaystyle A} ganz abgeschlossen in {\displaystyle B}. Stimmt der ganze Abschluss von {\displaystyle A} in {\displaystyle B} jedoch mit {\displaystyle B} überein, ist also jedes Element von {\displaystyle B} ganz über {\displaystyle A}, so heißt {\displaystyle B} ganz über {\displaystyle A}.

## Beispiele
- Ist {\displaystyle A\subseteq B} eine Ringerweiterung, dann ist {\displaystyle B} insbesondere eine {\displaystyle A}-Algebra. Ist {\displaystyle B} ganz über {\displaystyle A}, so spricht man von einer ganzen Ringerweiterung.
- Ein Integritätsring, der ganz abgeschlossen in seinem Quotientenkörper ist, wird als normaler Ring bezeichnet.
- Der ganze Abschluss der ganzen Zahlen in einem algebraischen Zahlkörper {\displaystyle K} wird als der Ganzheitsring {\displaystyle {\mathcal {O}}_{K}} von {\displaystyle K} bezeichnet.
- Ist {\displaystyle A=\mathbb {Z} } und {\displaystyle K=\mathbb {Q} {\big (}{\sqrt {5}}{\big )}}, so ist der ganze Abschluss von {\displaystyle A} in {\displaystyle K} gegeben als

{\displaystyle {\mathcal {O}}_{K}=\mathbb {Z} \!\left[{\frac {1+{\sqrt {5}}}{2}}\right].}

## Charakterisierung ganzer Elemente in Ringerweiterungen
Sei {\displaystyle A\subseteq B} eine Ringerweiterung, {\displaystyle x\in B}. Dann sind äquivalent:
- {\displaystyle x} ist ganz über {\displaystyle A},
- {\displaystyle A[x]} ist als {\displaystyle A}-Modul endlich erzeugt,
- es gibt einen Teilring {\displaystyle C\subseteq B}, sodass {\displaystyle A[x]\subseteq C} und {\displaystyle C} als {\displaystyle A}-Modul endlich erzeugt ist.

## Eigenschaften
- Der ganze Abschluss von {\displaystyle A} in {\displaystyle B} ist eine {\displaystyle A}-Unteralgebra von {\displaystyle B}.

- Ganzheit ist eine transitive Relation. Genauer gilt für eine Ringerweiterung {\displaystyle A\subseteq B\subseteq C}, dass {\displaystyle C} genau dann ganz über {\displaystyle A} ist, wenn {\displaystyle B} ganz über {\displaystyle A} und {\displaystyle C} ganz über {\displaystyle B} ist.[2]

- Eine {\displaystyle A}-Algebra {\displaystyle B} ist genau dann endlich, wenn sie endlich erzeugt und ganz ist.[3]

- Sei {\displaystyle A\subseteq B} eine Ringerweiterung, {\displaystyle C} der ganze Abschluss von {\displaystyle A} in {\displaystyle B} und {\displaystyle S\subseteq A} eine multiplikativ abgeschlossene Teilmenge. Dann ist auch {\displaystyle S^{-1}C} der ganze Abschluss von {\displaystyle S^{-1}A} in {\displaystyle S^{-1}B}, wobei mit {\displaystyle S^{-1}} die Lokalisierung nach der Menge {\displaystyle S} bezeichnet.[4]

- Ganzabgeschlossenheit ist eine lokale Eigenschaft.

- Sei {\displaystyle A\subseteq B} eine ganze Ringerweiterung und {\displaystyle B} nullteilerfrei. Dann ist {\displaystyle A} genau dann ein Körper, wenn {\displaystyle B} ein Körper ist.[5]

- Ist {\displaystyle A\subseteq B} eine ganze Ringerweiterung. Dann gibt es einen Zusammenhang zwischen Primidealketten in {\displaystyle B} und darunterliegenden Primidealketten in {\displaystyle A}. Dies ist die Aussage der Sätze von Cohen-Seidenberg.

- Falls {\displaystyle A} ein Unterring des Körpers {\displaystyle K} ist, dann ist der ganze Abschluss von {\displaystyle A} in {\displaystyle K} der Durchschnitt aller Bewertungsringe von {\displaystyle K} die {\displaystyle A} enthalten.[6]